# Enceinte de Langres
L'enceinte de Langres regroupe les fortifications de la place forte de la ville de Langres qui ont protégé la ville haute, ancien oppidum des Lingons, jusqu'au XIXe siècle. Les remparts de Langres ont été construits et modifiés sur 2 000 ans.

## Des Lingons aux Gallo-romains
À l'époque des Lingons, l'oppidum se nomme Andemantun. Les Romains l'appellent Andemantunnum, avant de reprendre le nom du peuple gaulois des Lingons dont elle est la capitale à l'époque d'Auguste, Lingonae ou Civitas Lingonum. La cité des Lingons est bâtie sur un éperon barré, entre la Marne et la Bonnelle, dominant la plaine, à une altitude d'environ 470 m.
La ville gallo-romaine est tracée autour de deux voies principales, le Cardo maximus qui correspond approximativement aux rues Diderot, Aubert, Barbier d'Aucourt jusqu'à la rue Longe-Porte, et le Decumanus maximus qui devait croiser le cardo maximus à la place Jeanne Mancé.

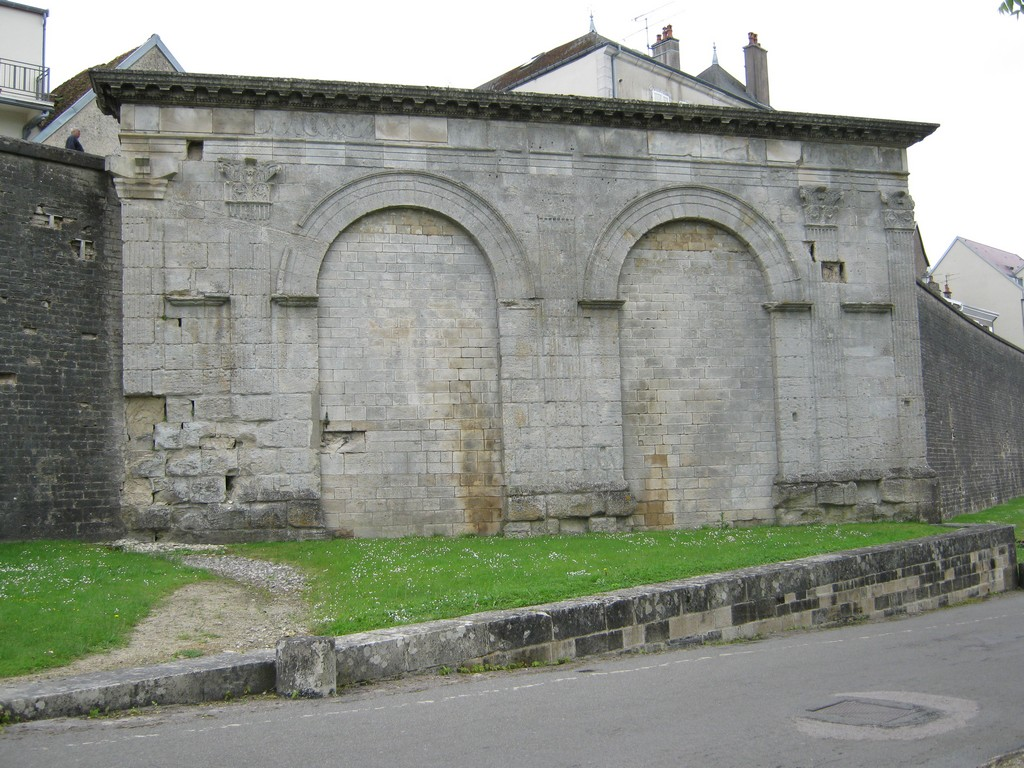
La porte gallo-romaine

Une trentaine d'années après la conquête de la Gaule par Jules César, à l'époque d'Auguste, a été élevé l'arc du Marché ou porte gallo-romaine, datant d'environ 20 avant J.-C., et aujourd'hui intégré dans les remparts.
Pendant la paix romaine, la ville a pu s'étendre au-delà des remparts actuels. Les fouilles n'ont pas permis de trouver de vestiges d'enceinte romaine. Jusqu'au IIIe siècle, les villes sont ouvertes. En 264, saint Didier, évêque de Langres, qui était allé demander la clémence pour son peuple au chef alaman Chrocus eut la tête tranchée.

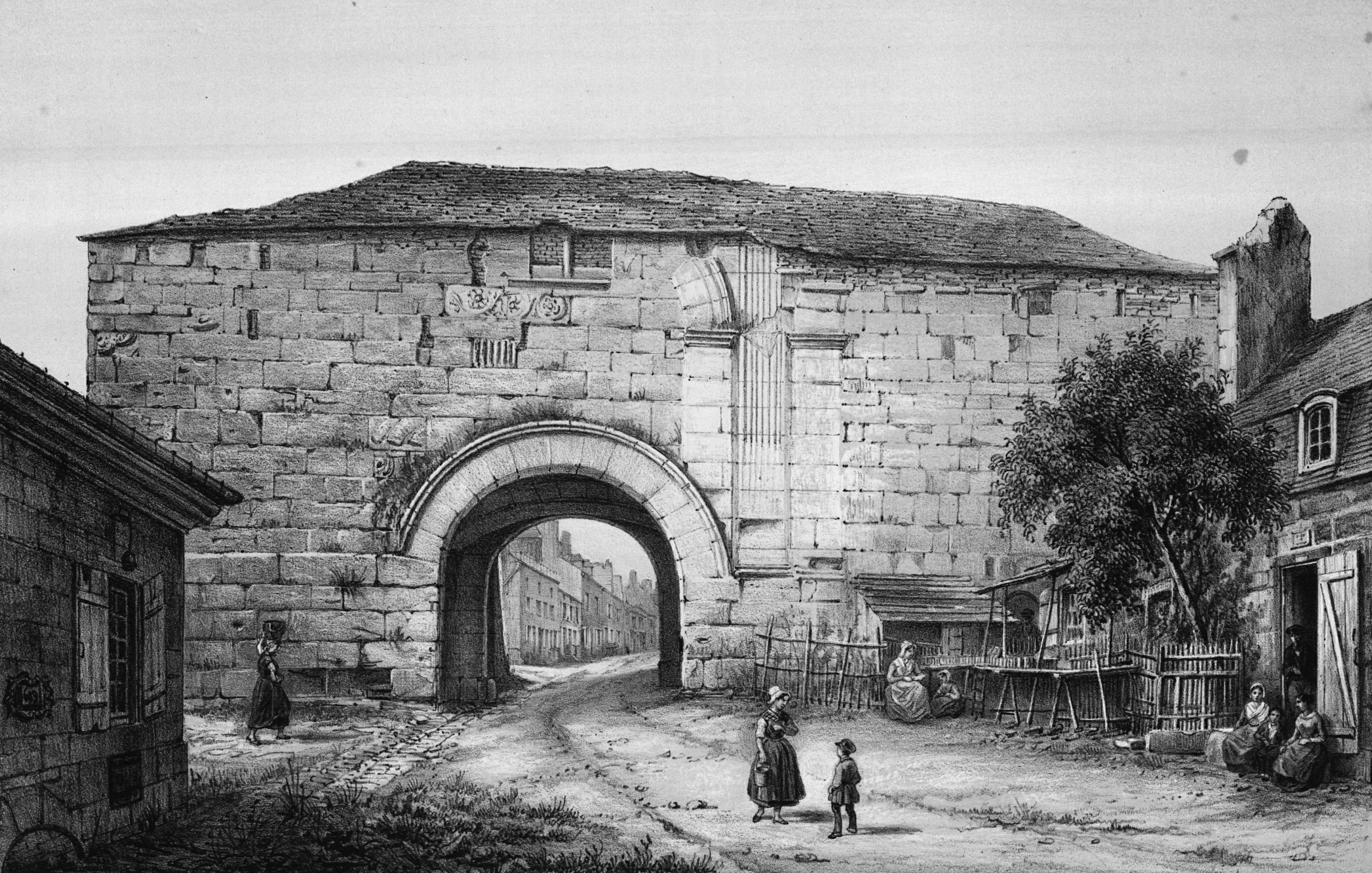
Porte de Longe-Porte, dessinée en 1849 par M. Girault de Prangey. Mémoires de la Société historique et archéologique de Langres (1847).

Les survivants à cette attaque ont construit une enceinte au nord de la ville, dans la partie de l'éperon qui était barrée au sud par un mur situé à quelques mètres au nord des rues du Petit-Cloître et Boulière. Une partie de ce mur fait de gros blocs existait encore au début du XIXe siècle. Deux portes permettaient de franchir le mur, une au droit de la rue Cardinal-Morlot, l'autre, rue Moab. La porte de la rue Cardinal-Morlot s'appelait « porte de l'Apport au pain », ou « porte du Pain ». La seconde porte, qui portait le nom de « porte Moab », a été démolie en juillet 1840 en même temps qu'une grande partie du mur antique. Ce mur avait une épaisseur de 3,35 m. L'arc gallo-romain a été intégré au rempart, près de la porte du Marché. Au nord, l'accès se faisait par l'arc de triomphe de Longe-Porte qui a été détruit peu avant 1860, quand cette porte a été refaite. Il est possible qu'un autre arc ait existé à l'est de la ville.
L'enceinte de Langres était terminée quand Constance Chlore, venu combattre une nouvelle attaque d'Alamans et blessé au cours d'un combat, vint se réfugier à Langres avant de repartir les battre après avoir reçu de nouvelles troupes.
Ces remparts ont dû subir les assauts de soldats d'Attila et d'autres peuples qui ont incendié une partie de la ville. Les Sarrasins ont probablement pris la ville au cours de leur raid, vers 732, car, dans une charte de Louis le Pieux donnée à Albéric, évêque de Langres  en 834, il est indiqué que les titres de l'église de Langres ont été brûlés par les Sarrasins.

## Agrandissement de l'enceinte de la ville
On ne sait pas à quelle date l'enceinte a été construite pour englober la partie de la ville qui s'était construite au sud du rempart sud. Le père Jacques Vignier, jésuite, donne la date de 740, contemporaine de l'invasion par les Sarrasins. L'abbé Vandier donne sa construction à l'évêque Vaudier (mort vers 759).
Gilon de Tournus a fait restaurer les remparts. Il demande à Charles le Gros de lui donner les murs de la ville avec le terrain quinze pied à l'intérieur et soixante pieds à l'extérieur et ce qui dépendait du fisc dans le campus bellus. Le roi le lui a accordé par la charte donnée à Schelestadt le 18 février 888, en lui confirmant le droit de battre monnaie qui lui avait été donné par Charles le Chauve, tant à Langres qu'à Dijon,. Les Normands ont ravagé le diocèse de Langres à deux reprises, en 888 et 894 mais il n'est pas assuré qu'ils aient attaqué la ville. À cette époque, l'évêque de Langres était suffisamment puissant pour recevoir Guy III de Spolète et le sacrer roi de Francie occidentale en février 888 avant l'intervention du roi Eudes qui avait été sacré roi le 29 février. 
La charte de Schelestadt de 888 n'indique que la réparation de l'enceinte du IIIe siècle par l'évêque. On ne sait pas quand a été construite la deuxième enceinte côté sud. On sait qu'elle avait deux portes, une entre les rues du Grand-Bie et du Petit-Bie, appelée porte de Chambeau, l'autre entre les rues du Grand-Bie et des Terreaux nommé porte Lambert-Payen, du nom de la rue. Deux poternes existaient aux extrémités de ce mur, la poterne d'Enfer à l'extrémité ouest, et la poterne de Chalindrey ou de la Perrière côté est. Une partie de ce mur était encore visible dans le jardin du collège et dans des maisons de le rue du Grand-Bie et la rue des Terreaux. Le tracé de ce mur se voit sur le plan de Christophe Tassin de 1634 ou le plan de Merian de 1650. La porte Chambeau a été démolie en avril 1612 et la porte Lambert-Payen le 3 juillet 1655. Une tour qui se trouvait à l'extrémité ouest de ce mur a été détruite en 1855 quand a été construite la porte Neuve.
Le faubourg de Sous-Murs formé à l'est de la seconde enceinte a été entouré de remparts en 1266. Dans le testament de Clergerot Bordon, chapelain de l'église de Langres, il est fait mention de la porte de Dannayron dans ce rempart.

## Enceinte canoniale
Une enceinte située à l'intérieur de la ville, dans sa partie nord, entourait la cathédrale et les bâtiments affectés à l'évêque et aux chanoines, en particulier le palais de l'évêque et l'hôpital Saint-Laurent. Cette enceinte s'appuyait contre les remparts de la ville. L'enceinte séparait l'hôpital Saint-Laurent du prieuré Saint-Didier.
L'évêque Louis de Poitiers se plaint, en 1319, que les chanoines ont ouvert une nouvelle porte à l'ouest de l'hôpital Saint-Laurent. En 1378, l'évêque de Langres Bernard de la Tour d'Auvergne a fortifié son palais qui se trouvait à l'est de la cathédrale. Il a fait édifier une tour carré qui dominait la ville. C'est en 1712 que l'évêque Gilles de Montmaurin a fait raser deux étages de la tour qui gênaient la vue depuis l'évêché.

## Édifices religieux dans les faubourgs
Une charte de Charles le Chauve de l'an 897 cite les abbayes de Saint-Ferjeux et de Saint-Amatre. L'abbaye Saint-Ferjeux était située place Saint-Ferjeux. La seconde abbaye se trouvait au sud de la rue de Lestres. On trouvait aussi l'église Saint-Martin, appelée Saint-Martin-des-Champs. Cette église avait été donnée en 1085 aux moines de l'abbaye Saint-Bénigne de Dijon par l'évêque de Langres, Robert de Bourgogne, en 1085. Les moines l'ont transformé en prieuré bénédictin. L'ordre de Malte possédaient le prieuré Saint-Nicolas. 
Théodore Pistollet de Saint-Ferjeux écrit qu'un mur a été construit sur une partie de la largeur de l'éperon près du prieuré Saint-Martin en laissant libre l'accès aux poternes d'Enfer et de Chalindrey. Ce mur semble avoir été fait avec des terrassements. On a trouvé une ordonnance demandant « de mettre une espingole sur les portes de Chambeau et de Lambert-Payen, cette machine à lancer dards et jeter pierres. On palissada le moulin à vent pour empêcher la cavalerie d'approcher, en 1338 ». Girault de Prangey a noté qu'un règlement de l'année 1307 que la porte du Moulin à vent devait rester ouverte et munie d'un pont-levis, ce qui suppose qu'elle existait à cette date-là.

## Construction de nouveaux remparts pour protéger les faubourgs Saint-Amatre et Saint-Martin, au sud

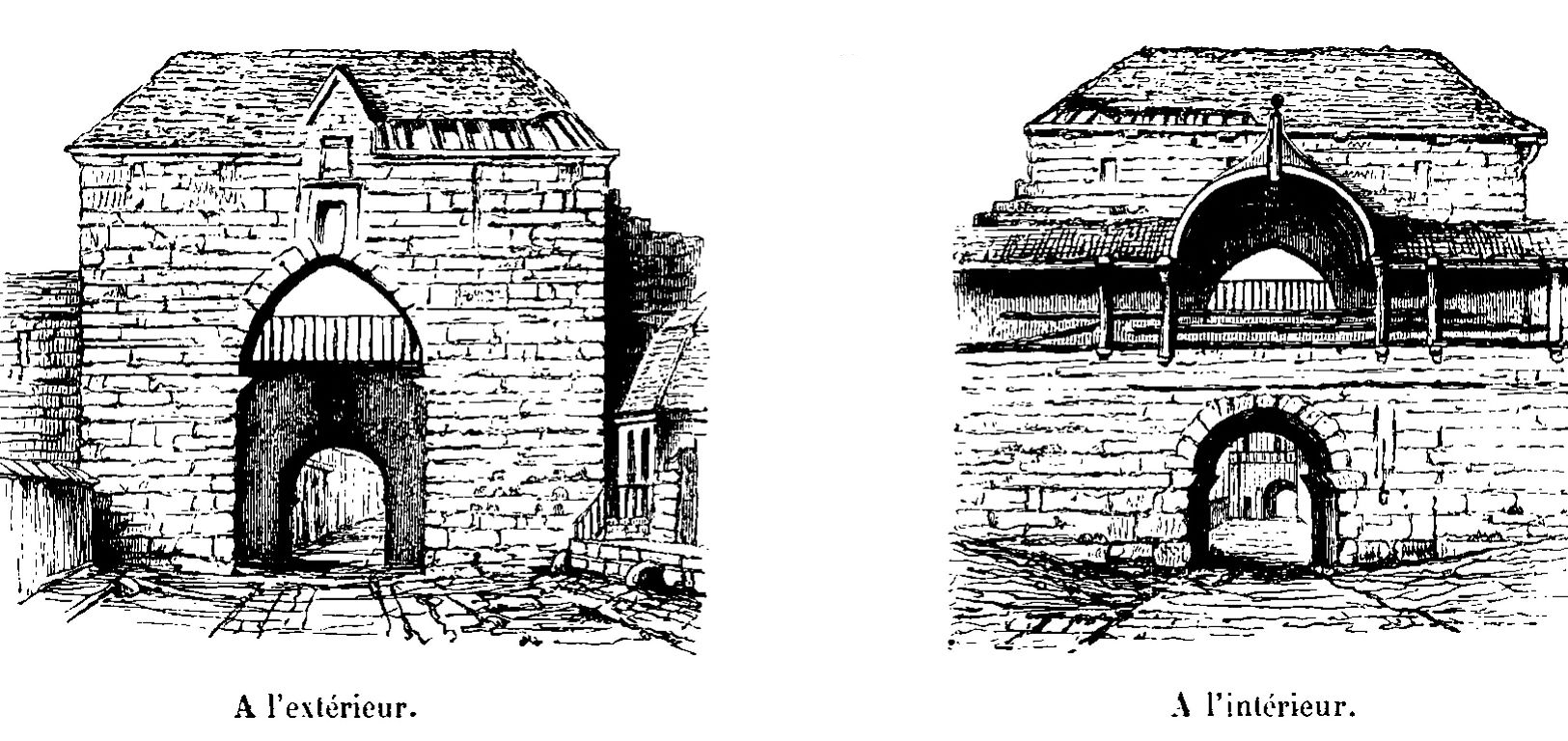
Porte des Moulins-à-Vent (construite en 1347 et détruite en 1847) dessinée par M. Girault de Prangey. Mémoires de la Société historique et archéologique de Langres (1847).

Plus tard, cette fortification a été portée au sud du prieuré Saint-Martin pour enfermer les faubourgs Saint-Amatre et Saint-Martin, entre le lieu où la tour de Navarre a été construite et l'emplacement où a été établie la tour Saint-Ferjeux. Pour Jacques Vignier, le rempart sud a été construit par les Langrois en 1347 au moment où la guerre recommençait entre les Français et les Anglais. Une seule porte a été ouverte dans le mur, au sud de la porte de Chambeau et qui a été appelée porte des Moulins-à-Vent. Une poterne a été prévue à l'extrémité ouest du mur qui était appelée porte d'Enfer comme la poterne qui lui correspondant sur le mur plus au nord. Des remparts ont été élevés à l'ouest et à l'est pour rattacher ce mur à l'enceinte qui s'arrêtait rue des Terreaux et rue de Bie. Les nouveaux remparts ont été flanqués de tours carrées, une sur chacun des remparts est et ouest et quatre sur le rempart sud dont trois à l'ouest de la porte et une à l'est. La tour se trouvant en face de la rue des Chavannes était plus grande et portait le nom de tour Calais. La tour située à l'est est appelée tour Rouge sur laquelle se trouvait une inscriptions sur une pierre déchiffrée au XIXe siècle : « L'AN MIL TROIS CENT SEPT ET QUARANTE, ON FIT LA MURAILLE PRÉSENTE, POUR LA DOUTENCE DE LA GUERRE, DU ROI DE FRANCE ET D'ANGLETERRE ». La tour Rouge a été modifiée en 1521 avant la visite de François Ier en supprimant le dernier étage. La tour a été de nouveau modifiée en 1843.
Ces nouveaux remparts ont été élevés par les habitants de Langres. D'après Odon Javernault, en 1360, le Dauphin « donna permission aux Langrois de posséder terres et seigneuries sans rien payer, en considération de ce qu'ils avaient basty à leurs frais les murailles du quartier méridional de leur ville et pour avoir fondu des canons. Le Roy confirma ce privilège en 1361 ». On peut remarquer que la commune de Langres a dû être une des premières à fabriquer des canons.

## Modifications de l'enceinte auXVesiècle

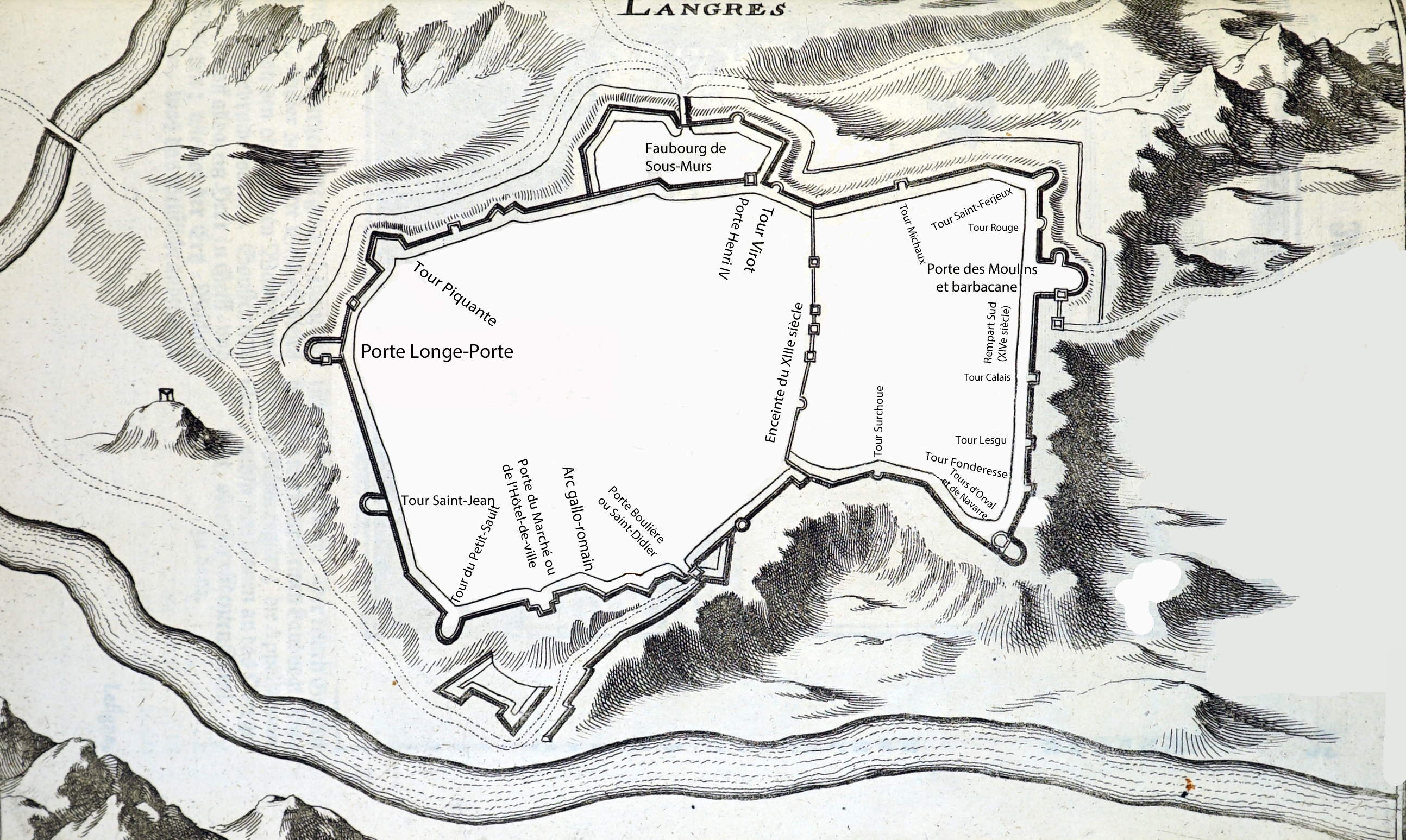
Les remparts de Langres (gravé en 1650 mais représentant un état avant la construction de la nouvelle porte des Moulins en 1647) avec sur le rempart sud, à droite du plan, la barbacane devant la porte des Moulins, la tour de Navarre et la tour d'Orval à l'ouest (en bas du plan), la tour Saint-Ferjeux à l'est.

L'apparition de l'artillerie a modifié l'art de la fortification. L'usage des canons pour la défense des villes a montré la nécessité d'avoir des flanquements pour installer des canons et défendre les remparts.
Après la guerre du Bien public, Louis XI fait construire, en 1471 ou 1472, la tour Saint-Ferjeux, du nom du prieuré, détruit en 1673, auprès duquel elle a été construite. C'est le premier ouvrage des remparts à être spécialement conçu pour les canons. Elle a été construite pour améliorer la défense de la porte des Moulins et contrôler l'accès sud de la ville.

## Modifications de l'enceinte auXVIesiècle
Devant le risque d'une invasion de la France, François Ier fait construire une fortification devant la porte des Moulins, une barbacane ou boulevard, consistant en deux murs perpendiculaires au rempart sud placés de part et d'autre de la porte des Moulins et terminés à leur extrémité par un demi-cercle. Une demi-tour a été ajoutée à mi-longueur du mur côté est.

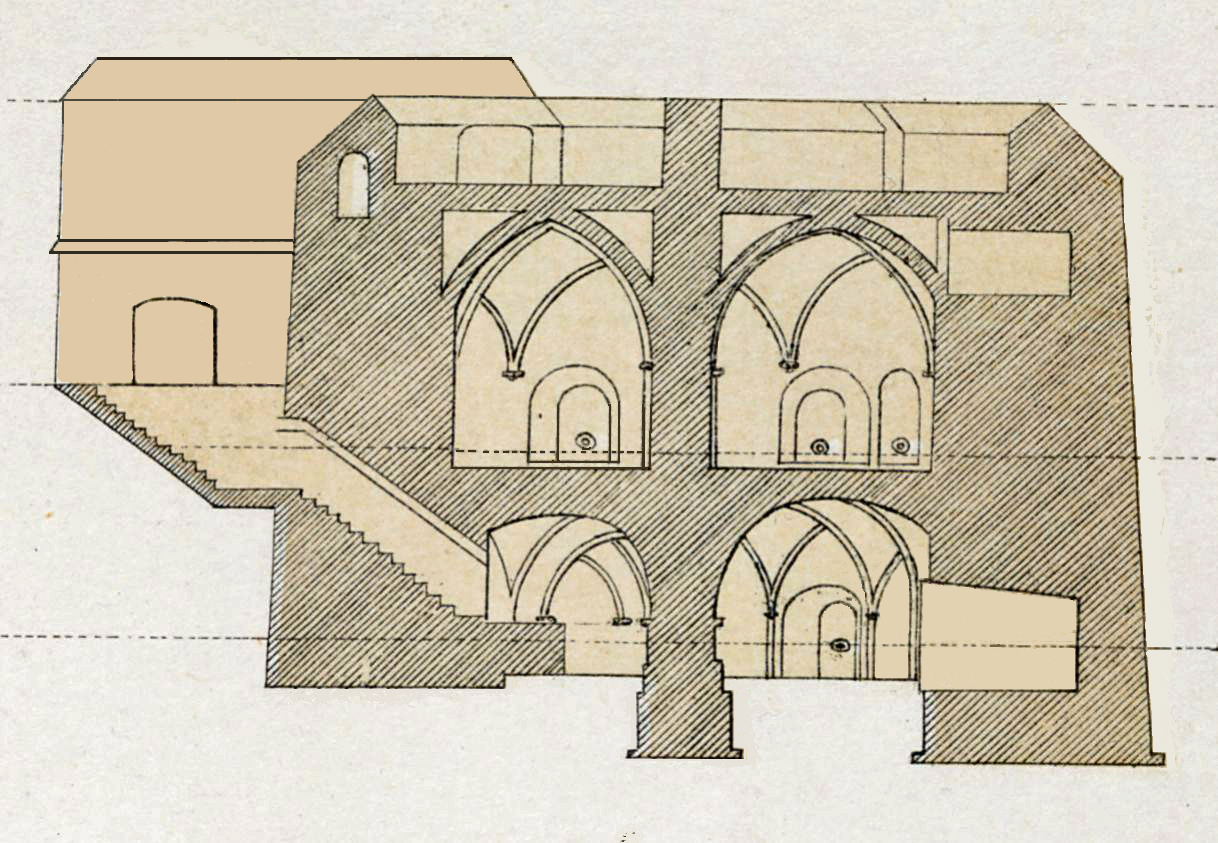
Coupe de la tour de Navarre. Mémoires de la Société historique et archéologie de Langres (1860).

La tour de Navarre a été entreprise en 1512. C'est une tour d'artillerie monumentale de 28 m de diamètre avec des murs de 7 m d'épaisseur protégeant deux salles voûtées superposées. Elle a pour but de protéger le rempart sud à l'avant de la porte des Moulins. Elle possède une vingtaine d'embrasures de tirs sur plusieurs niveaux. Elle est pratiquement achevée en 1515 quand François Ier demande de rehausser la tour de 2,50 m pour accroître la portée des canons placés sur la terrasse. Cela explique les deux niveaux de gargouilles que l'on peut voir. Cette surélévation de la tour de Navarre a nécessité la construction de la tour d'Orval pour protéger la rampe d'accès en spirale permettant d'amener les canons sur la terrasse de la tour de Navarre. 
François Ier a visité Langres en 1521.

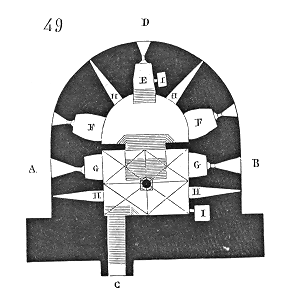
Coupe de la tour du Petit-Sault, d'après Viollet-le-Duc.

En 1527, François Ier a ordonné au duc de Guise, gouverneur de Champagne, de construire la tour du Petit-Saut, au nord-ouest de la ville. On a pu lire sur une petite tourelle, contigüe à cette tour et servant de guérite, la date de 1538.
Denis Gaultherotindique que la tour du Petit-Sault ou tour du Marché aurait été faite en 1573. Cependant, comme on voyait sur cette tour une salamandre et la devise nutrisco et extingo, emblème et devise adoptés par François Ier, pour Théodore Pistollet de Saint-Ferjeux, il semble plus probable que cette tour ait été faite sur ordre de ce roi. Elle a été construite entre 1517 et 1535. Elle a la forme d'un fer à cheval avec des murs de 7 mètres d'épaisseur
Le gouverneur de Langres, Jean II du Châtelet, a fait construire en 1569 la tour Piquante qui est le seul ouvrage bastionné de l'enceinte. Elle est située au nord-est de la ville.

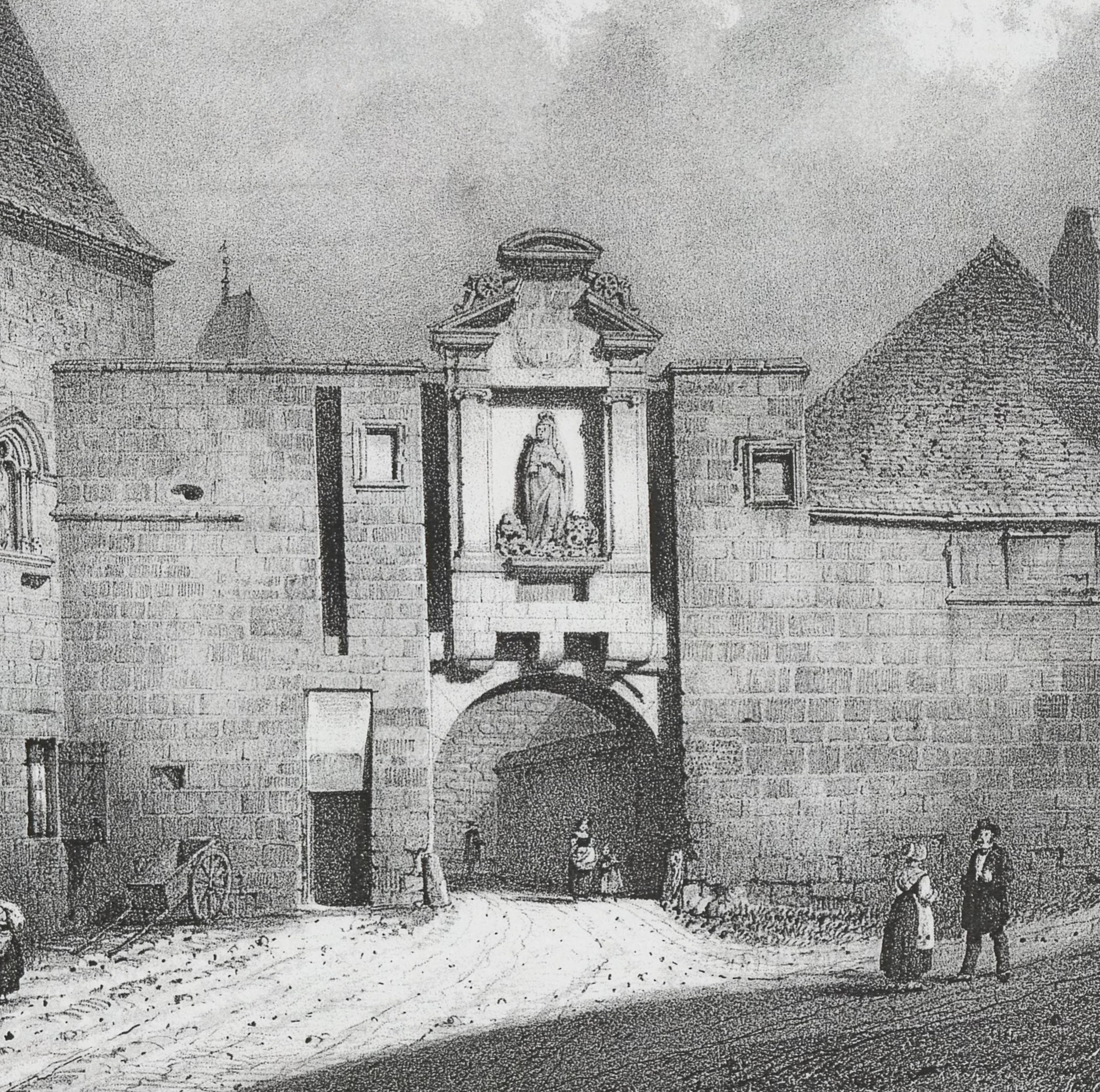
Porte Saint-Didier, démolie en 1854. Mémoires de la Société historique et archéologique de Langres (1860).

Pendant les guerres de la Ligue, une barbacane a été construite devant la porte de Longe-porte et sur une tourelle en encorbellement placée sur la partie nord de cette fortification on pouvait lire la date 1588 ou 1589 avec la légende :
LANGRES SOUBSTIENT LES LOIS ET LA QUERELLE SAINTE
DE HENRY DE VALOIS CONTRE LA LIGUE FEINTE
Comme la porte de Boulière ou Saint-Didier n'avait pas de pont-levis, le maire et les échevins ont fait construire en 1589 la porte et le pont-levis qui n'ont disparu qu'en 1854.

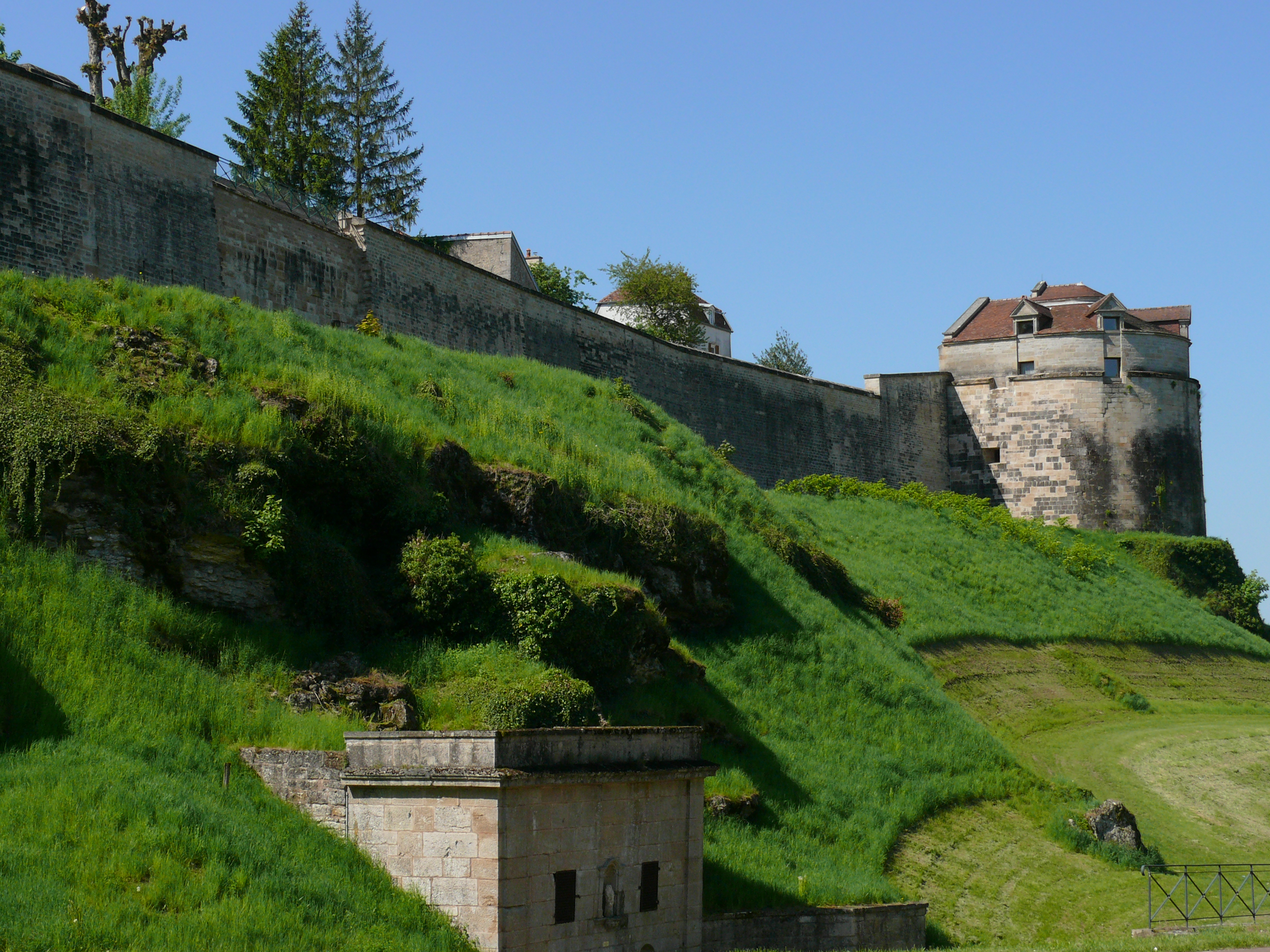
Le rempart nord et la tour Saint-Jean.

Le duc de Lorraine ayant essayé de s'emparer de la ville dans la nuit du 20 août 1591 en plaçant un pétard contre la porte du Marché (porte située sur le rempart ouest à côté de la tour du même nom) et qui n'avait pas de pont-levis, on en fit construire un en 1592 d'après Gaultherot. Cette porte a été remplacée en 1854.
Joseph Boillot est responsable du magasin des salpêtres et poudres de Langres pendant les guerres de la Ligue. Il a participé activement à la mise en défense de Langres car on craignait qu'une armée attaque la ville à partir de la Franche-Comté après la bataille de Fontaine-Française.
La porte qui est à l'extrémité est de la rue du Grand-cloître donnant sur le faubourg de Sous-Murs a été construite en 1604. Sur sa façade donnant vers le faubourg a été placée au-dessus de la porte un bas-relief représentant Henri IV « tenant l'épée nue en l'une des mains, la balance en l'autre, aiant monté un pégase supporté des deux pieds derrier d'un globe posé sur un quadre préparé en table d'attente, costié à dextre et senestre des armes de France et de Navarre soutenues par deux anges. Les deux pieds de devant du pégase en l'air comme bondissant et prenant l'essor, soubz lequel il est escrit en chiffres communs 1604 et plus bas du règne de Henri IIII ». Le bas-relief a été détruit pendant la Révolution.

## Fortifications entreprises pendant le règne de Louis XIII
Adam Bussey, premier ingénieur militaire de Louis XIII, né à Langres à la fin du XVIe siècle, qui avait été chargé de fortifier Arras, Thionville, Perpignan, Pignerol, mais aussi Malte, avait proposé d'augmenter les fortifications de Langres avec des défenses avancées formant une seconde enceinte dont il a donné les plans.

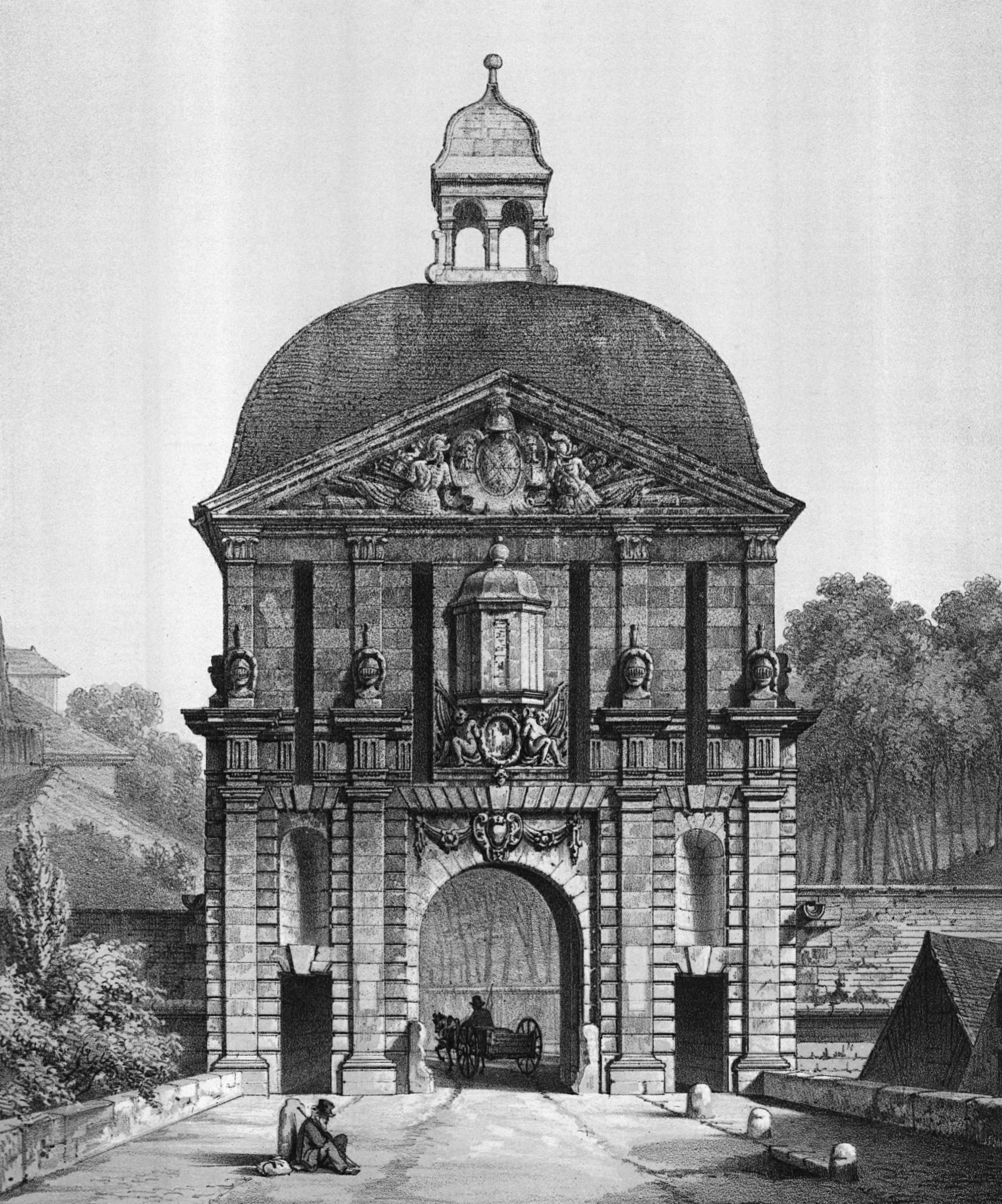
La porte des Moulins dessinée en 1847. Les ponts-levis ont été supprimés. Mémoires de la Société historique et archéologie de Langres (1847).

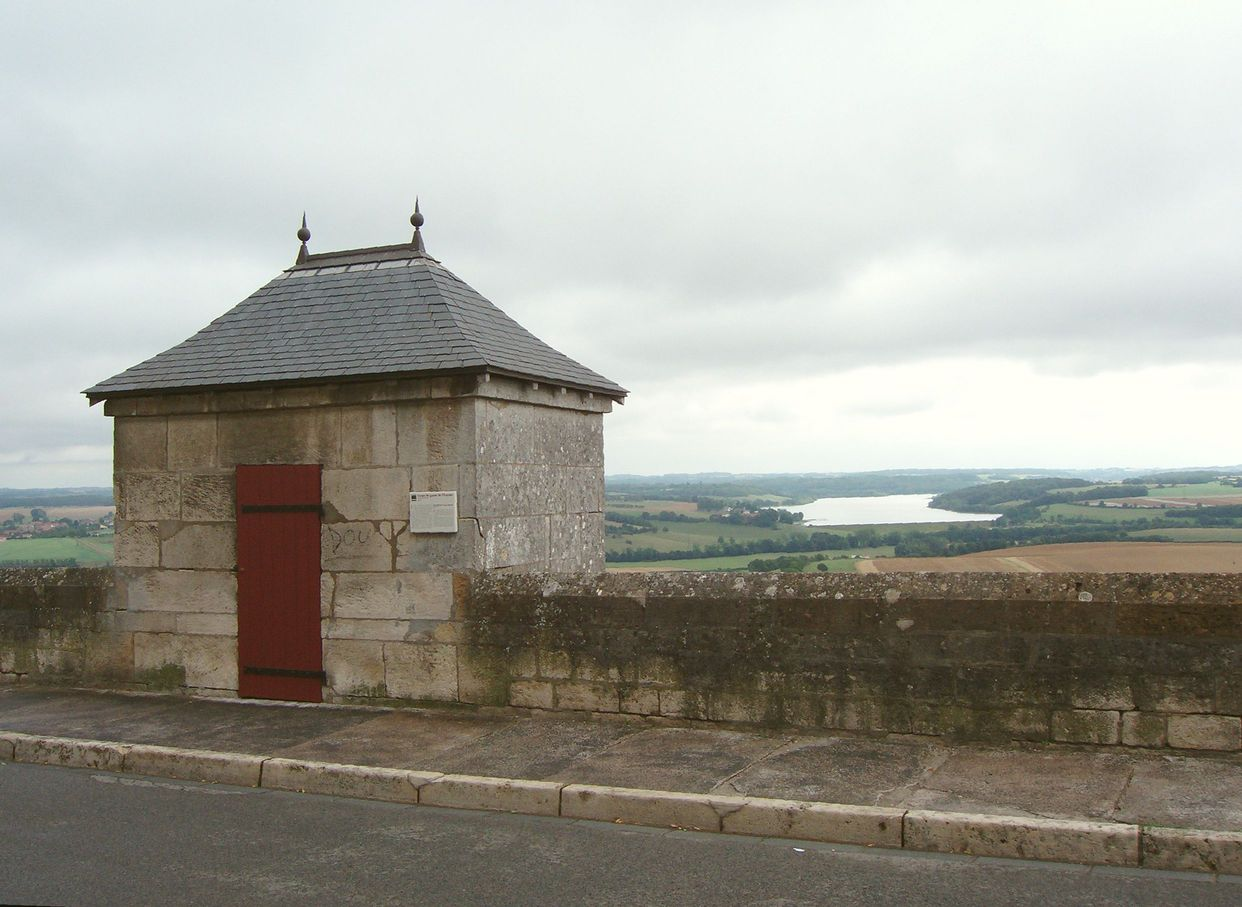
Corps de garde de l'évêché

L'administration municipale a commandé la construction du corps de garde de l'évêché, « au lieu où était la prison, derrière la maison épiscopale », en 1633.
En 1635, Louis XIII intervient dans la guerre de Trente Ans. Louis XIII est à Langres avec le cardinal de Richelieu en août 1639. Il visite «« les murailles de la ville, tant en dehors qu'en dedans, caionnant luy même le plan de la ville, des tours, boulevards et avenues outre le plan que son ingénieur lui en avoit dressé. Ordonnant pas advis de son éminence, que la ville fut fortifiée de telles fortifications qu'elles pussent estre gardées. Enjoignant à des Garennes ingénieur de luy dresser un plan et d'y faire travailler incessamment ... creusant un second fossé de trente-six pieds de large et autant de hault, revetu de murailles en estalu garnies par le dessus, de terre et d'herbes enliées de fascines, avec un corridor en la distance de ce second fossé et du premier pour couvrir ceux qui seraient en garde et pour empescher l'approche de l'autre à trois rangs de murailles en forme de degrés couvert de gazonnage aussi bien que le corridor du second »». Les travaux ont commencé le 1er septembre 1639 mais ne sont pas terminés. Un autre ingénieur est nommé, des Jardins, qui fait travailler à d'autres fortifications, en dehors de la ville.

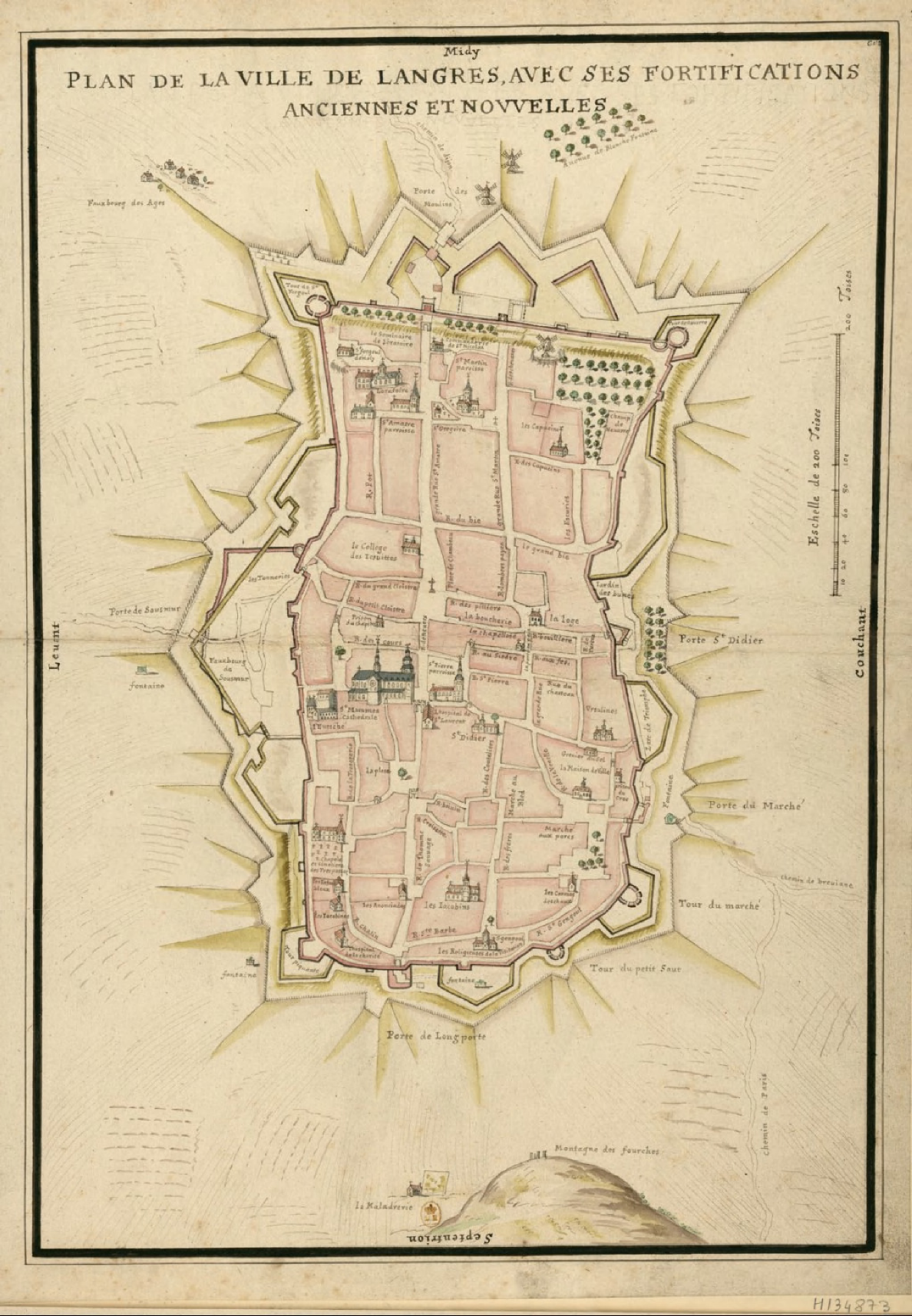
Plan de la ville de Langres, avec ses fortifications anciennes et nouvelles. Bastion royal et demi-lunes devant le rempart suc, en haut du dessin.

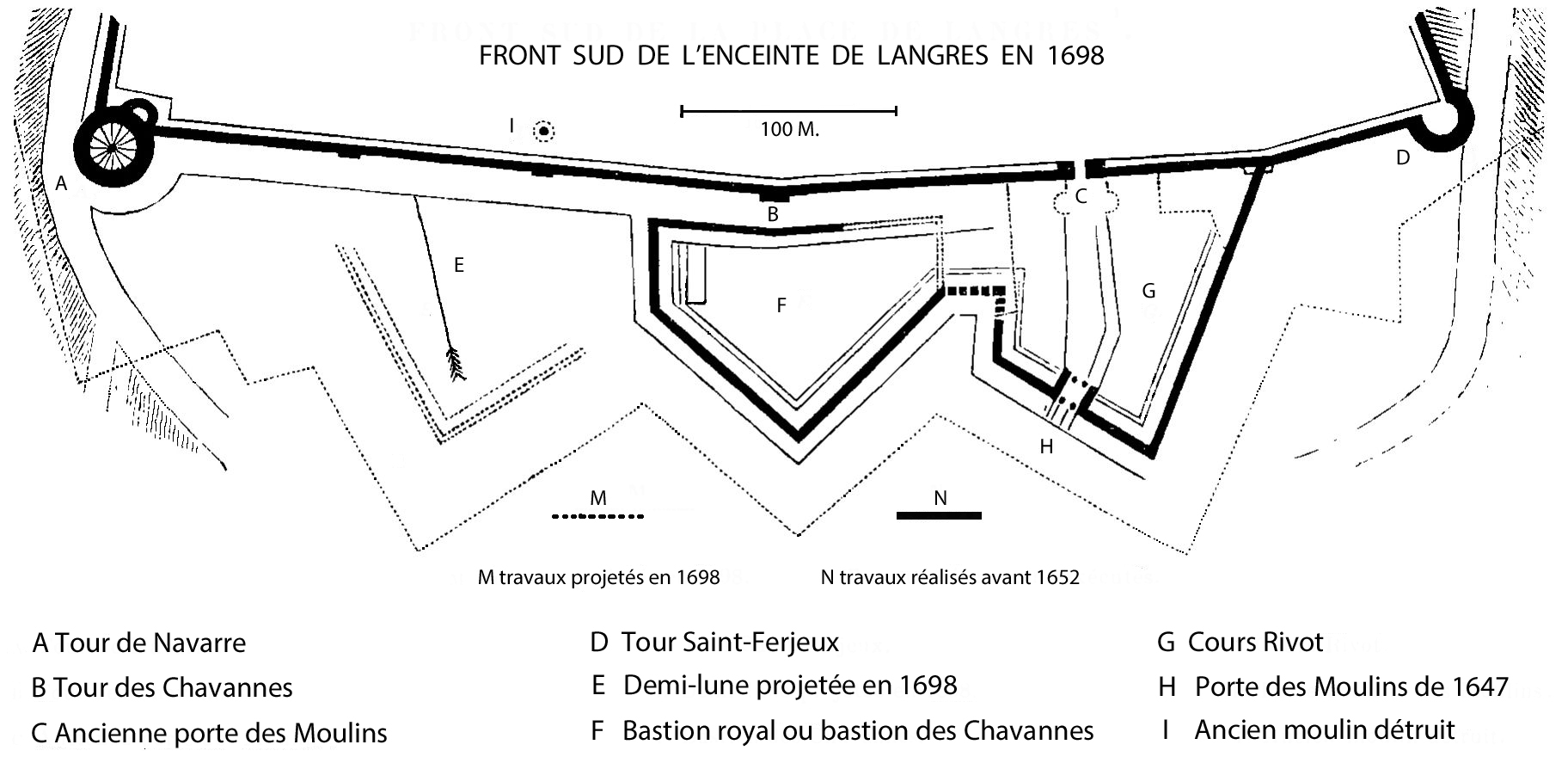
Front sud de l'enceinte urbaine en 1698. Mémoires de la Société historique et archéologie de Langres (1847).

Les travaux sont repris par un ingénieur du pays, le sieur Camus, né à Baissey, qui a conçu en 1642 un bastion royal entre la barbacane de la porte des Moulins et la tour de Navarre, face à la tour Calais, avec deux demi-lunes, une de devant la porte des Moulins, l'autre à l'est de la tour de Navarre. La première pierre du bastion royal est posée le 2 juillet 1644 par le marquis de Francières, en présence de Camus, premier ingénieur du roi et Florence, trésorier des fortifications. Dans ses mémoires, Clément Mâcheret indique qu'en creusant le terrain pour fonder le bastion on a trouvé des cendres et des fondations de grandes murailles qu'il suppose dater du temps du martyre de l'évêque saint Didier. La demi-lune devant la porte des Moulins est commencée en 1645. Une nouvelle porte des Moulins, dite « porte extérieure » est inaugurée en août 1647. Les trois ouvrages n'étaient pas encore terminés en 1652 par défaut de l'entrepreneur, sieur Pastel, « maître maçon à Paris ».

## Les remparts sous Louis XIV

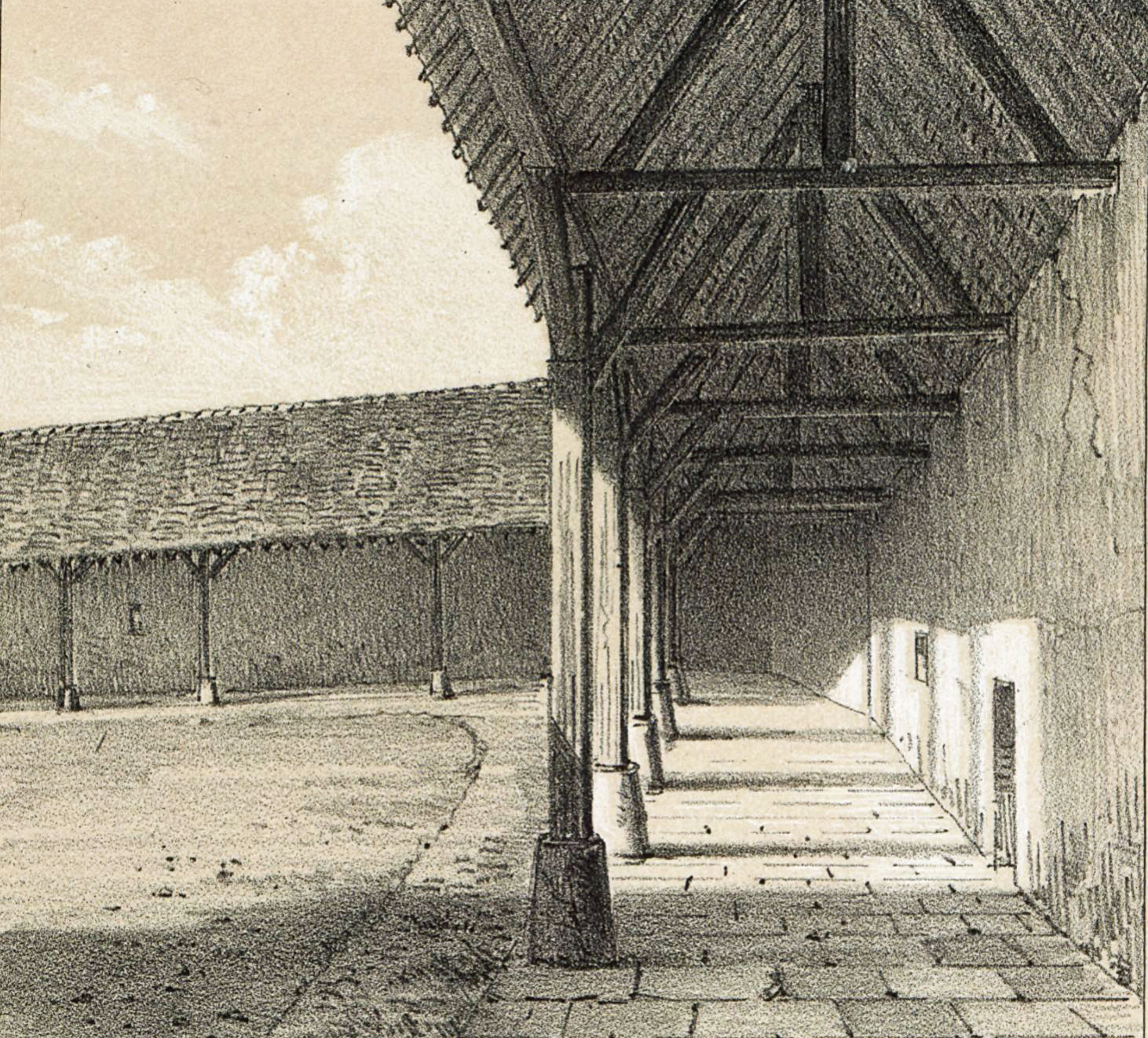
Galerie couverte sur les remparts. Mémoires de la Société historique et archéologie de Langres (1860).

En 1673 les derniers travaux de l'Ancien Régime sont réalisés avec un chemin couvert en avant ou en contrebas de l'enceinte.
Le traité de Nimègue entérine la conquête de la Franche-Comté par Louis XIV en 1678. Le traité de Westphalie a permis au roi de prendre le contrôle d'une partie de l'Alsace, en 1648, puis de la presque totalité par le traité de Ryswick, en 1697. Puis la paix avec le duché de Lorraine diminue l'importance militaire de Langres.
En 1698, Vauban visite Langres et rédige un mémoire proposant d'établir un camp retranché au sud de la ville. Ce camp n'a pas été réalisé.

## Les remparts après 1832

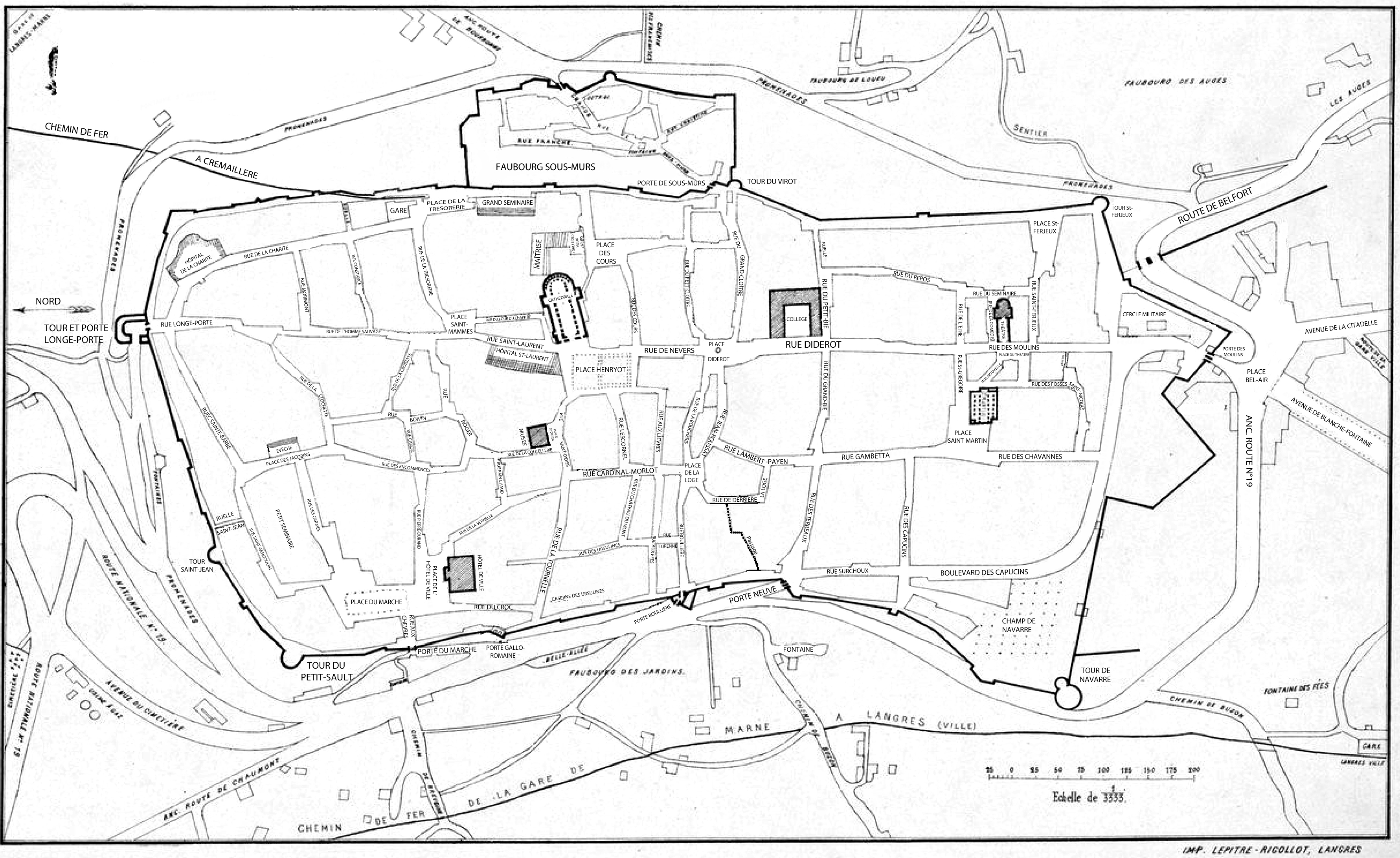
Plan de la ville de Langres en 1888

Après la bataille de Leipzig, perdue par Napoléon Ier débute la campagne de France. Le 21 décembre 1813, l’armée de Bohême, commandée par le prince de Schwarzenberg, a franchi le Rhin. Langres dont les fortifications n'ont plus été modifiées depuis Louis XIV capitule le 14 janvier 1814 devant le feld-maréchal Schwarzenberg. 15 000 soldats de l'armée des coalisés campent à Langres. Entre le 22 et le 24 janvier, le tsar Alexandre Ier, le roi Frédéric-Guillaume III de Prusse et l'empereur François Ier d'Autriche logent à Langres et s'y concertent pour la suite de la campagne.
La rapidité de la chute de la place de Langres incapable de résister va entraîner une succession d'études sur le renforcement de ses défenses après la Seconde Restauration. Deux propositions vont s'opposer :
- celle du général Haxo, inspecteur général des fortifications, proposant une défense par un maillage de places fortes partant de la frontière vers l'intérieur du territoire. Il prévoit une fortification de la vallée de la Marne, avec des points de résistance à Chaumont, Langres et Joinville pour bloquer l'avance d'une armée ennemie par la trouée de Belfort ou la trouée de Charmes ;
- celle du général Maureilhan, rapporteur de la Commission de Défense, qui pense qu'une attaque par la trouée de Belfort ne serait que secondaire et qu'il était inutile de prévoir une ligne de défense le long de la vallée de la Marne.

Finalement, en août 1821, la Commission de Défense choisit une position médiane en classant Chaumont et Langres en places fortes de deuxième catégorie.
En 1817, le Génie a acheté la tour de Navarre en 1817 qui est transformée en poudrière en 1824. La tour est couverte par une couverture conique pour la protéger de l'humidité. La charpente conique a un diamètre de 29 m et une hauteur de 12 mètres. La galerie du chemin de ronde est détruite entre 1814 et 1817.
La restauration du front sud des remparts est commencée en 1829.
Les remparts de la ville et le chemin de ronde ont été vendus par la commune à l'État en 1832. L'État a aussi acquis les terrains nécessaires pour constituer un glacis.
En 1836, la Commission de Défense entérine la position du général Haxo et fait de Langres la place forte chargée de fixer une armée ennemie passant par la trouée de Belfort.
Le traité de Londres signé en 1840 et excluant la France, va entraîner une très vive colère et porter à son comble l'exaltation patriotique en France. Les tensions diplomatiques de la France avec l'Angleterre, la Russie et l'Autriche vont accélérer les projets de fortification de Langres. Le 14 janvier 1841, la Commission de Défense déclare : « Il y a doc maintenant unanimité pour faire de Langres la grande place de dépôt des frontières du Nord-Est et de l'extrême droite de la défense de l'intérieur ». Le choix est fait de construire une vaste citadelle au sud de la ville et reliée à elle par une esplanade fortifiée constituant un camp retranché, reprenant la proposition de Vauban. 

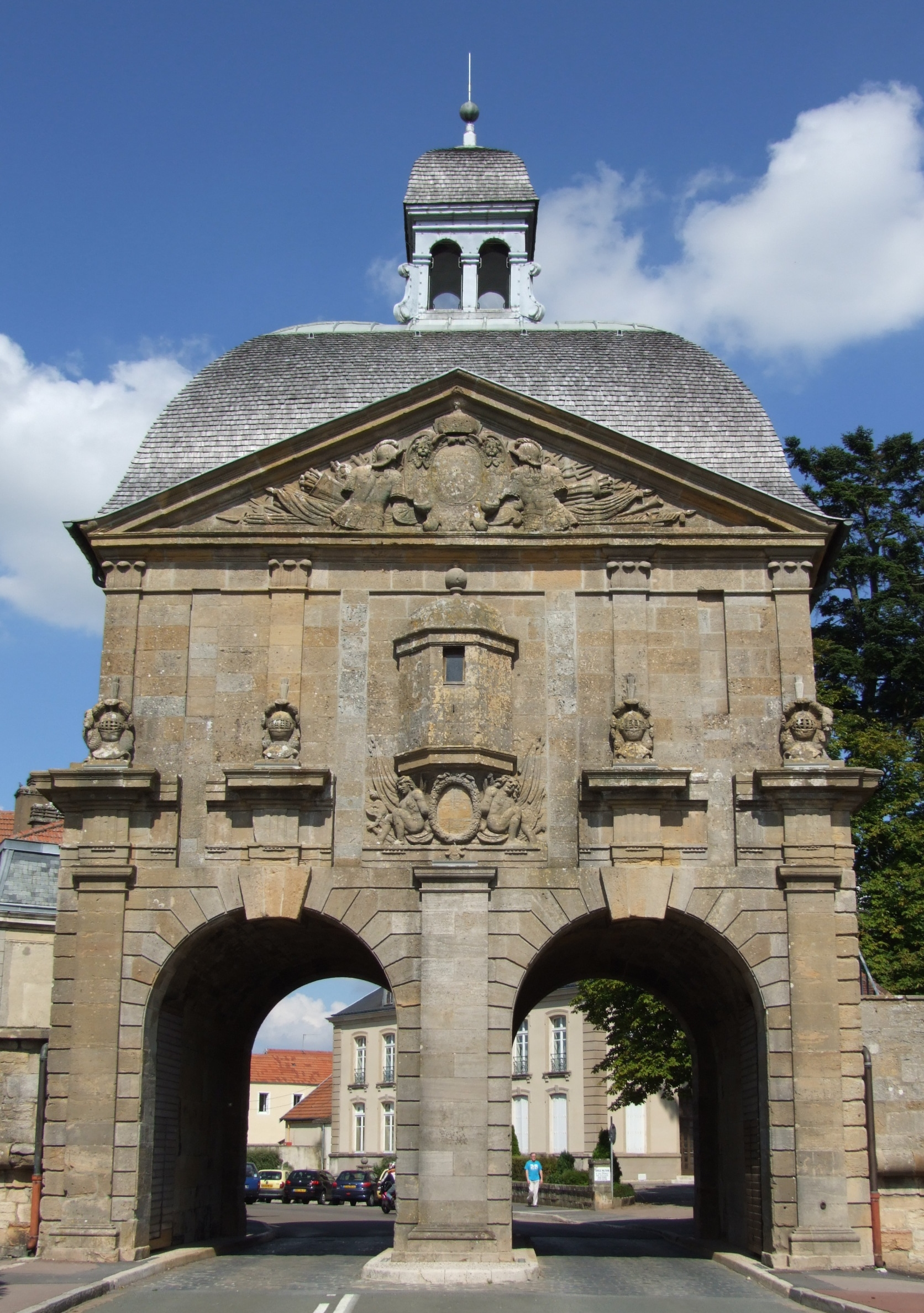
La porte des Moulins, après la modification de 1855 par la création de deux voies charretières.

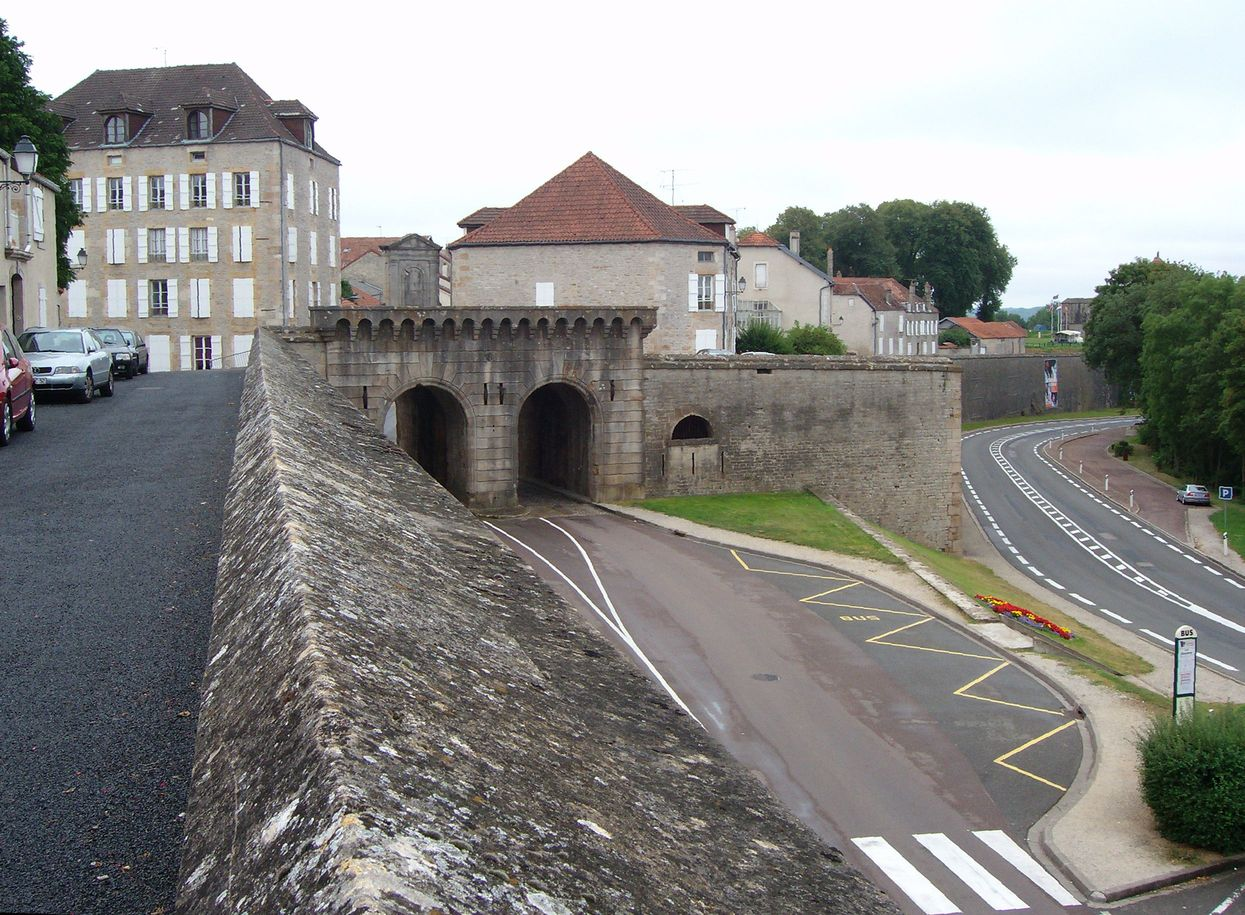
Porte neuve ou porte des Terreaux.

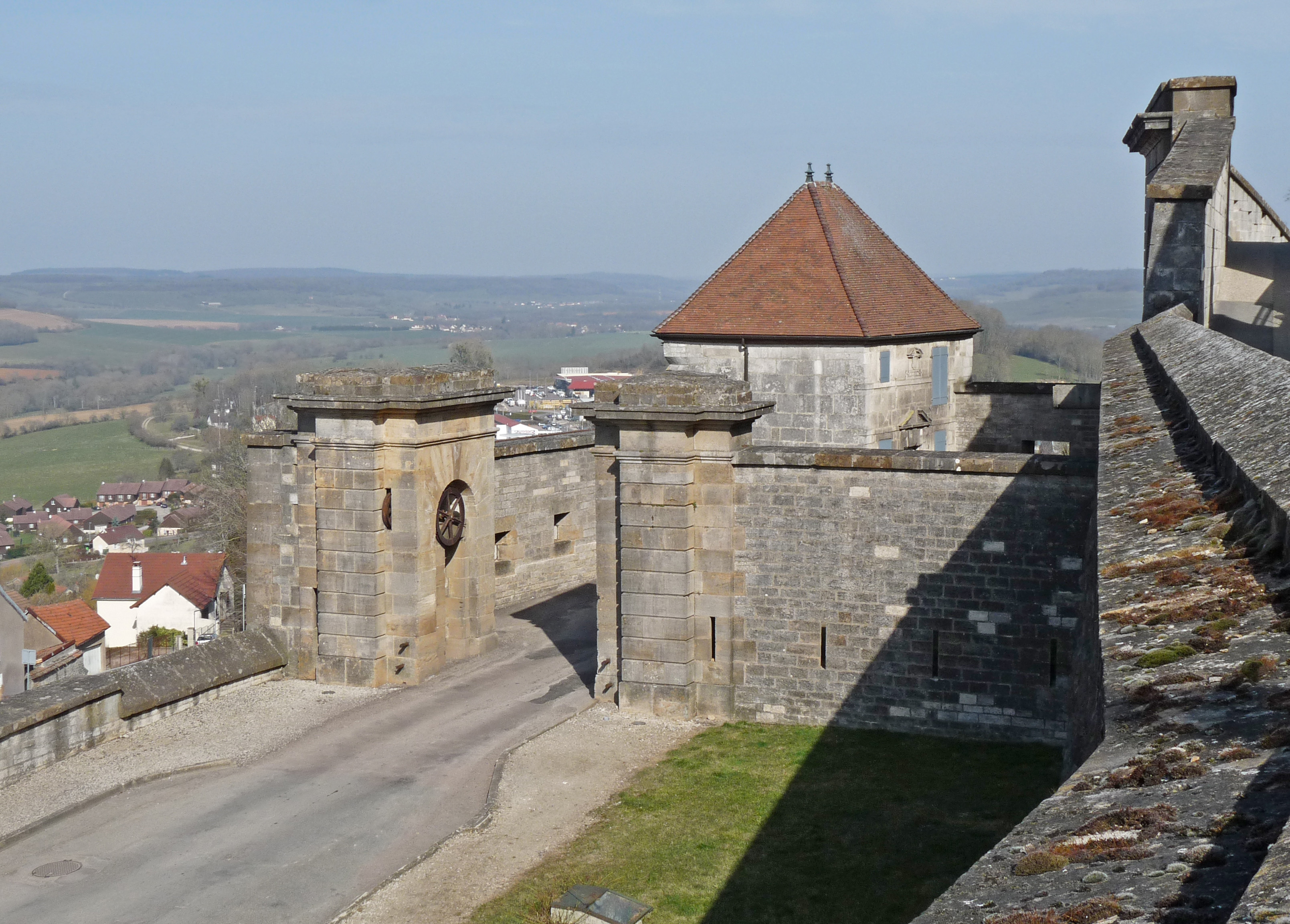
Porte de la barbacane de la porte de l'hôtel de ville, avec son dispositif de pont-levis à la Poncelet.

L'ensemble de l'enceinte fortifiée de la ville est l'objet de continuels travaux entre 1843 et 1859. On a commencé par la réhabilitation des parements et des ouvrages. Les travaux ont commencé par l'angle Sud-Est, entre la tour Rouge et la tour Saint-Ferjeux, puis le front est, sauf le faubourg de Sous-Murs, de 1844 à 1850, le front nord en 1851-1852, finalement le front ouest de 1853 à 1856. Les remparts du faubourg de Sous-Murs ont été conservés après discussions, puis restaurés en 1858-1859. Un boulevard est aménagé - actuel boulevard du Maréchal de Lattre de Tassigny - entre nouvelle porte des Terreaux et la porte des Moulins pour permettre aux troupes de contourner la vieille ville de Langres. Toutes les portes de l'enceinte ont été réaménagées.
L'apparition de l'artillerie rayée mise au point en France par Treuille de Beaulieu, adoptée en 1858 par Napoléon III, va nécessiter de modifier la fortification.

## La place fortifiée de Langres
Après le désastre militaire français de guerre franco-allemande de 1870 avec la perte de l'Alsace-Moselle, le général Séré de Rivières est chargé de construire la ceinture fortifiée de Langres à partir de 1873.

## Vestiges et protection
Les remparts ont été classés au titre des monuments historiques le 4 janvier 1932.